# Julius Christ
Julius Christ (* 16. Februar 1999 in Leverkusen) ist ein deutscher Ruderer.

## Sportliche Karriere
Julius Christ verbrachte seine Kindheit und Jugend in Odenthal, einer Gemeinde nahe Köln, und legte sein Abitur am Freiherr-von-Stein-Gymnasium in Leverkusen ab. Er startet für den RTHC Bayer Leverkusen. Die Ruder-Grundausbildung absolvierte er bei Stephan Volkert.
Bei den U23-Weltmeisterschaften 2019 belegte Christ den fünften Platz im Achter. Zwei Jahre später wurde er bei den U23-Weltmeisterschaften 2021 Vierter mit dem Vierer ohne Steuermann. 2023 trat Christ zusammen mit Jannik Metzger im Zweier ohne Steuermann an, erreichte aber sowohl bei den Europameisterschaften in Bled als auch bei den Weltmeisterschaften in Belgrad nur das C-Finale. 2024 bildete Christ mit Sönke Kruse einen neuen Zweier ohne Steuermann. Bei der letzten Chance zur Olympiaqualifikation in Luzern siegten Kruse und Christ und waren damit die einzige deutsche Crew, die sich in dieser Regatta noch qualifizieren konnte. Bei den Olympischen Spielen in Paris belegten die beiden den elften Platz. Christ kam darüber hinaus im Hoffnungslauf des Deutschland-Achters als Ersatzmann für Mattes Schönherr zum Einsatz und half bei der Finalqualifikation.